# Chazaliella viridicalyx
Chazaliella viridicalyx là một loài thực vật có hoa trong họ Thiến thảo. Loài này được (R.D.Good) Verdc. mô tả khoa học đầu tiên năm 1977.